# Danuriodes kilimandjarica
Danuriodes kilimandjarica es una especie de mantis de la familia Mantidae.

## Distribución geográfica
Se encuentra en Kenia, Congo, Malaui, Ruanda,  Tanzania, Zambia y Zimbabue.